# Az Oregon State Beavers női tornacsapata
Az Oregon State Beavers női tornacsapata a Pac-12 Conference tagjaként az NCAA nőitorna-osztályában képviseli az Oregoni Állami Egyetemet. Hazai létesítményük a Gill Amfiteátrum.

## Története
Az 1966-ban alapított csapat először 1967-ben versenyzett. Első vezetőedzőjük Sylvia Moore volt, akit 1975-ben Ron Ludwig váltott, aki alatt az AIAW regionális versenyén hatodikak lettek, ötször vettek részt a regionális bajnokságon és tíz év alatt soha nem végeztek negyediknél rosszabb helyen. Az 1979-es AIAW-bajnokságon hetedikek lettek, a következő évben pedig két versenyzőjük a döntőbe jutott. 1981-ben Mary Ayotte az országos bajnokságon hetedik lett. Laurie Carter gerenda, majd 1982-ben talajtorna számban is országos bajnok lett. 1983-ban a csapat kilencedik, 1985-ben pedig hatodik lett. Heidi Anderson 1984-ben gerenda számban bajnok lett. Ludwig 1985 júniusában egészségügyi okokra hivatkozva lemondott.
Következő edzőjük Jim Turpin lett. Legközelebb 1988-ban vettek részt az országos bajnokságon. Joy Selig Petersen összesítetten tizennegyedik, talajtorna számban ezüstérmes, 1989-ben pedig gerenda számban országos bajnok lett. 1990-ben címét mindkét számban megvédte. 1991-ben és 1993-ban Petersen mellett Chari Knight is érmet szerzett. Turpin az 1997-es szezont követően lemondott, utódja Tanya Chaplin lett. 2001-ben Katrina Severin ugrás számban második lett, 2008-ban pedig a csapat megnyerte a regionális bajnokságot. 2010-ben Mandi Rodriguez ugrás számban harmadik lett. 2011-ben a csapat regionális bajnok lett, Jen Kesler és Makayla Stambaugh pedig rúdugrásban érmet szereztek. 2012-ben Melanie Jones talajtorna, 2014-ben Madeline Gardiner pedig gerenda számban let bronzérmes. Junior Risa Perez 2016-ban megnyerte a Pac-12 bajnokságát.
Jade Carey 2017. november 9-én a 2018–19-es szezonra a Beavershöz szerződött. A 2020-as olimpiáig passziváltatta tanulmányait, de az esemény elhalasztása miatt mégis megkezdte azokat. Az NCAA versenyén először 2022. január 15-én vett részt. A 2021-es NCAA-szabálymódosítások miatt kompenzációra volt jogosult. Február és március során többször megnyerte a talajtornaversenyt és a Pac-12 hatszor választotta a hét gólyajátékosának. Később az év gólyajátékosának és az év tornászának választották. Csapattársával, Grace McCallummal megnyerték a talajtornaversenyt, az NCAA regionális elődöntőjén pedig megdöntötte saját rekordját, ezzel részt vehetett a bajnokságon. Következő versenyén minden számban maximum pontot ért el. Mya Luazonnal és Jordan Chilesszal a gerenda és talajtorna számokat is megnyerték, valamint a Pac-12 másodjára is az év tornászának választotta.

### Vezetőedzők
- Sylvia Moore (1967–1975)[38]
- Ron Ludwig (1976–1985)[39]
- Jim Turpin (1986–1997)[40]
- Tanya Chaplin (1997–)

## NCAA-bajnokok
Gerenda
- Laurie Cater (1981, AIAW)
- Heidi Anderson (1984)
- Joy Selig Petersen (1989, 1990)

Talajtorna
- Mary Ayotte-Law (1982)
- Joy Selig Petersen (1990)
- Amy Durham (1993)

## Olimpikonok
- Patti Jo Knorr (1980, bojkottálta)
- Olivia Vivian (2008)
- Madeline Gardiner (2012)
- Jade Carey (2020, 2024)

## Fordítás
- Ez a szócikk részben vagy egészben  az   Oregon State Beavers women's gymnastics című angol Wikipédia-szócikk ezen változatának fordításán alapul.  Az eredeti cikk szerkesztőit annak laptörténete sorolja fel. Ez a jelzés csupán a megfogalmazás eredetét és a szerzői jogokat jelzi, nem szolgál a cikkben szereplő információk forrásmegjelöléseként.